# Bungaree
Bungaree är en ort i Australien. Den ligger i kommunen Moorabool och delstaten Victoria, omkring 89 kilometer väster om delstatshuvudstaden Melbourne. Bungaree ligger 558 meter över havet och antalet invånare är 559.
Runt Bungaree är det mycket glesbefolkat, med 6 invånare per kvadratkilometer.. Närmaste större samhälle är Ballarat, omkring 13 kilometer väster om Bungaree. 
Trakten runt Bungaree består till största delen av jordbruksmark. Genomsnittlig årsnederbörd är 815 millimeter. Den regnigaste månaden är juni, med i genomsnitt 102 mm nederbörd, och den torraste är januari, med 27 mm nederbörd.